# 亞歷山大·法爾內塞 (樞機)
亞歷山大·法爾內塞（義大利語：Alessandro Farnese il Giovane；1520年10月7日—1589年3月2日）是一名義大利姪子樞機、外交官、藝術收藏家及贊助者。他是教宗保祿三世的長孫，帕爾馬公爵皮埃爾·路易吉·法爾內塞的長子。

## 生平
法爾內塞於1520年10月7日在維泰博瓦倫塔諾城堡（Castello Valentano）出生，早年在博洛尼亞接受教育。他於1534年獲任命為帕爾馬教區署理，1年後卸任。他的祖父教宗保祿三世於1534年12月18日將14歲的他擢升為執事級樞機，領魚市場的聖安傑洛執事區執事銜。
法爾內塞獲擢升為樞機後獲得更多的頭銜，他成為了神聖羅馬教會副秘書長、蒂沃利總督、聖伯多祿大殿及聖母大殿總鐸。他曾擔任哈恩教區署理（1535年至1537年期間擔任）、阿維尼翁總教區署理（1535年至1551年期間擔任）、蒙雷阿萊總教區署理（1536年至1573年或之前期間擔任）、比通托教區署理（1537年至1538年期間擔任）、馬薩馬里蒂馬教區署理（1538年至1547年期間擔任）、卡韋隆教區署理（1540年至1541年期間擔任）、維塞烏教區署理（1547年至1552年期間擔任）、都爾總教區署理（1553年至1554年期間擔任）、維維耶教區署理（1554年期間擔任）、卡奧爾教區署理（1554年至1557年或以前期間擔任）、斯波萊托教區署理（1555年至1562年期間擔任）和貝內文托總教區署理（1556年至1558年期間擔任）。他於1564年4月成為司鐸級樞機、達瑪穌的聖老楞佐堂區領銜司鐸及樞機團首席司鐸。他於1個月後獲擢升為主教級樞機，領薩比娜羅馬城郊教區主教銜。他於1565年轉任弗拉斯卡蒂羅馬城郊教區領銜主教，1578年轉為波多-聖魯菲納羅馬城郊教區領銜主教。他於1580年12月5日成為樞機團團長，並從弗拉斯卡蒂羅馬城郊教區領銜主教轉任為奧斯底亞-韋萊特里羅馬城郊教區領銜主教。
他曾作為教皇使节前去協調神聖羅馬帝國皇帝查理五世與法國國王法蘭索瓦一世之間的戰爭。1546年，他陪同保祿三世派遣的軍隊，前去援助查理五世對抗施馬爾卡爾登聯盟。
雖然作為一名樞機，但法爾內塞有一個私生女克萊莉亞·法爾內塞，以其美貌聞名於世，法爾內塞先後安排她嫁給了兩名貴族。
他於1589年3月2日去世，終年68歲；去世前，他在天主教會內擔任的最後一批職務包括樞機團團長、奧斯底亞-韋萊特里羅馬城郊教區領銜主教和神聖羅馬教會副秘書長。遺體於羅馬耶穌教堂安葬。

## 藝術活動
法爾內塞不僅是位樞機，也同時是一位藝術收藏家及贊助者，他收藏了大量古代及文藝復興時期的羅馬雕塑品，在法爾內塞家族的財產傳至波旁-帕爾馬王朝後，現今大多數的收藏品保存在拿坡里國立卡波迪蒙特博物館及國立考古博物館。他對藝術家十分的慷慨，提供他們資金，將文書院宮的部分房間提供他們當作工作室，並在他的弟弟拉努喬·法爾內塞樞機死後也同樣將法爾內塞宮提供給藝術家們，而雕塑家則在他的眼皮底下修復各種雕像，他的收藏在古董收藏家富爾維奧·奧爾西尼擔任館長時加以擴大及系統化。
法爾內塞也收藏古代硬幣及勳章，他的藏品還包含一些文藝復興傑出大師如提香、米開朗基羅、拉斐爾的繪畫。
他委託朱利奥·克洛维奥製作的泥金裝飾手抄本《法爾內塞的祈禱書》。這本祈禱書總共花費了九年的時間製作，它被認為是最後一本泥金裝飾手抄本；同時也是一本非常精美的作品，現在收藏於紐約皮爾龐特·摩根圖書館。
法爾內塞於1550年獲得帕拉蒂尼山的一處古羅馬遺址，他將它作為避暑山莊並打造了法爾內塞花園。這個花園被認為是歐洲第一個植物園。從金合歡屬植物花香所提煉出的金合歡醇的名稱由它演變而來的。
除此之外，法爾內塞還翻修了耶穌教堂、法爾內塞別墅以及三泉隱修院。